# Andre Begemann
André Begemann es un tenista alemán nacido en Lemgo el 12 de julio de 1984.

## Carrera
Su ranking más alto a nivel individual fue el puesto Nº 166 , alcanzado el 5 de julio de 2010. A nivel de dobles alcanzó el puesto Nº 39 el 5 de agosto de 2013.

### Copa Davis
Desde el año 2014 es participante del Equipo de Copa Davis de Alemania. Tiene en esta competición un récord total de partidos ganados/perdidos de 0/1 (0/0 en individuales y 0/1 en dobles).

### 2012
Ganó su primer título ATP World Tour de dobles en el Torneo de Viena junto a su compatriota Martin Emmrich derrotaron en la final a la pareja formada por Julian Knowle y Filip Polášek por 6:4, 3:6, [10:4].

### 2013
Nuevamente en asociación con Emmrich, el dúo alcanzó su segunda final ATP World Tour de dobles en el Torneo de Chennai (perdieron ante la dupla Paire-Wawrinka). Pero más adelante ganaron su segundo título ATP World Tour en su tercera final con Emmrich en el Torneo de Düsseldorf derrotando en la final a Treat Conrad Huey y Dominic Inglot.

### 2014
Junto a su compatriota Martin Emmrich, alcanzaron  las semifinales del Torneo de Chennai 2014 perdiendo ante la pareja croata Marin Draganja y Mate Pavić en la primera semana de la temporada. Representó a Alemania en la derrota 2-3 ante Francia en cuartos de final de la Copa Davis; con Tobias Kamke perdieron ante Julien Benneteau-Michael Llodra en el partido de dobles.
En el mes de mayo gana el torneo challenger Neckarcup 2014 disputado en la ciudad alemana de Heilbronn en tierra batida junto a su compatriota Tim Puetz. Derrotaron en la final a la pareja Jesse Huta Galung y Rameez Junaid por un marcador de 6-3, 6-3. Un mes más tarde ganó el Challenger de Prostějov en tierras checas. Esta vez su pareja fue el local Lukáš Rosol y derrotaron en la final a los canadienses Peter Polansky y Adil Shamasdin por 6-1, 6-2.
El mes de julio resultó ser muy provechoso para Andre, ya que el día 15 ganó el título del Torneo de Halle disputado en su país, junto al austríaco Julian Knowle como pareja. Derrotaron en la final a los suizos Roger Federer y Marco Chiudinelli. Dos semanas después, más concretamente el día 27 cayó su segundo título del año en el Torneo de Gstaad. Su compañero de turno fue el neerlandés Robin Haase y derrotaron en la final a Rameez Junaid Michal Mertiňák por 1-6, 7-5, 12-10.

## Títulos ATP (4; 0+4)

### Dobles (4)
| Leyenda                         |
| Grand Slam (0)                  |
| ATP Wourld Tour Finals (0)      |
| ATP Masters 1000 World Tour (0) |
| ATP World Tour 500 series (0)   |
| ATP World Tour 250 series (4)   |

| N.º | Fecha                 | Torneo     | Superficie    | Pareja         | Oponentes en la final            | Resultado         |
| --- | --------------------- | ---------- | ------------- | -------------- | -------------------------------- | ----------------- |
| 1.  | 21 de octubre de 2012 | Viena      | Dura (i)      | Martin Emmrich | Julian Knowle Filip Polasek      | 6-4, 3-6, [10-4]  |
| 2.  | 25 de mayo de 2013    | Düsseldorf | Tierra batida | Martin Emmrich | Treat Conrad Huey Dominic Inglot | 7-5, 6-2          |
| 3.  | 15 de julio de 2014   | Halle      | Hierba        | Julian Knowle  | Roger Federer Marco Chiudinelli  | 1-6, 7-5, [12-10] |
| 4.  | 27 de julio de 2014   | Gstaad     | Tierra batida | Robin Haase    | Rameez Junaid Michal Mertiňák    | 1-6, 7-5, [12-10] |

##### Finalista (5)
| N.º | Fecha                | Torneo           | Superficie    | Pareja          | Oponentes en la final                 | Resultado           |
| --- | -------------------- | ---------------- | ------------- | --------------- | ------------------------------------- | ------------------- |
| 1.  | 6 de enero de 2013   | Chennai          | Dura (i)      | Martin Emmrich  | Stanislas Wawrinka Benoît Paire       | 2-6, 1-6            |
| 2.  | 22 de junio de 2013  | ’s-Hertogenbosch | Hierba        | Martin Emmrich  | Max Mirnyi Horia Tecău                | 3-6, 6-7(4)         |
| 3.  | 27 de agosto de 2016 | Winston-Salem    | Dura          | Leander Paes    | Guillermo García-López Henri Kontinen | 6-4, 6-7(6), [8-10] |
| 4.  | 14 de abril de 2018  | Houston          | Tierra batida | Antonio Šančić  | Max Mirnyi Philipp Oswald             | 7-6(2), 4-6, [9-11] |
| 5.  | 18 de julio de 2021  | Bastad           | Tierra batida | Albano Olivetti | Sander Arends David Pel               | 4-6, 2-6            |

## Challengers
| N.º | Fecha      | Torneo                             | Superficie        | Compañero             | Oponentes en la final                        | Resultado              |
| --- | ---------- | ---------------------------------- | ----------------- | --------------------- | -------------------------------------------- | ---------------------- |
| 1.  | 16.11.2009 | Challenger de Cancún               | Tierra batida     | Leonardo Tavares      | Greg Ouellette Adil Shamasdin                | 6–1, 66–7, 10–8        |
| 2.  | 10.05.2010 | Challenger de Zagreb               | Tierra batida     | Matthew Ebden         | Rubén Ramírez Hidalgo Santiago Ventura       | 7–65, 5–7, 10–3        |
| 3.  | 06.09.2010 | Challenger de Génova               | Tierra batida     | Martin Emmrich        | Brian Battistone Andreas Siljeström          | 1–6, 7–63, 10–7        |
| 4.  | 27.09.2010 | Challenger de Cali                 | Tierra batida     | Martin Emmrich        | Gero Kretschmer Alex Satschko                | 6–4, 7–65              |
| 5.  | 17.09.2011 | Challenger de Estambul             | Dura              | Carsten Ball          | Grégoire Burquier Yannick Mertens            | 6–2, 6–4               |
| 6.  | 06.11.2011 | Challenger de Eckental             | Carpeta           | Alexandre Kudryavtsev | James Cerretani Adil Shamasdin               | 6–3, 3–6, [11–9]       |
| 7.  | 13.05.2012 | Challenger de Atenas               | Dura              | Jordan Kerr           | Gerard Granollers Alexandros Jakupovic       | 6–2, 6–3               |
| 8.  | 09.09.2012 | Challenger de Génova               | Tierra batida     | Martin Emmrich        | Dominik Meffert Philipp Oswald               | 6–3, 6–1               |
| 9.  | 22.09.2012 | Challenger de Szczecin             | Tierra batida     | Martin Emmrich        | Tomasz Bednarek Mateusz Kowalczyk            | 3–6, 6–1, [10–3]       |
| 10. | 13.10.2012 | Challenger de Tashkent             | Dura              | Martin Emmrich        | Rameez Junaid Frank Moser                    | 6–72, 7–62, [10–8]     |
| 11. | 10.05.2013 | Challenger de Roma-2               | Tierra batida     | Martin Emmrich        | Philipp Marx Florin Mergea                   | 7-64, 6-3              |
| 12. | 18.05.2014 | Challenger de Heilbronn-2          | Tierra batida     | Tim Pütz              | Jesse Huta Galung Rameez Junaid              | 6-3, 6-3               |
| 13. | 06.06.2014 | Challenger de Prostějov            | Tierra batida     | Lukáš Rosol           | Peter Polansky Adil Shamasdin                | 6-1, 6-2               |
| 14. | 31.07.2016 | Challenger de Biella               | Tierra batida     | Leander Paes          | Andrej Martin Hans Podlipnik Castillo        | 6-4, 6-4               |
| 15. | 21.08.2016 | Challenger de Cordenons            | Tierra batida     | Aliaksandr Bury       | Roman Jebavý Zdeněk Kolář                    | 5-7, 6-4, [11-9]       |
| 16. | 18.09.2016 | Challenger de Szczecin             | Tierra batida     | Aliaksandr Bury       | Johan Brunström Andreas Siljeström           | 7-6(3), 6-7(7), [10-4] |
| 17. | 14.01.2017 | Challenger de Canberra             | Dura              | Jan-Lennard Struff    | Carlos Berlocq Andrés Molteni                | 6-3, 6-4               |
| 18. | 02.04.2017 | Challenger de Saint-Brieuc         | Dura (i)          | Frederik Nielsen      | David O'Hare Joe Salisbury                   | 6-3, 6-4               |
| 19. | 17.09.2017 | Challenger de Estambul             | Dura              | Jonathan Eysseric     | Romain Arneodo Hugo Nys                      | 6-3, 5-7, [10-4]       |
| 20. | 12.11.2017 | Challenger de Mouilleron-le-Captif | Dura (i)          | Jonathan Eysseric     | Tomasz Bednarek David Pel                    | 6-3, 6-4               |
| 21. | 02.09.2018 | Challenger de Como                 | Tierra batida     | Dustin Brown          | Martin Kližan Filip Polášek                  | 3-6, 6-4, [10-5]       |
| 22. | 04.08.2019 | Challenger de Sopot                | Tierra batida     | Florin Mergea         | Karol Drzewiecki Mateusz Kowalczyk           | 6-1, 3-6, [10-8]       |
| 23. | 18.08.2019 | Challenger de Meerbusch            | Tierra batida     | Florin Mergea         | Sriram Balaji Vishnu Vardhan                 | 7-6(1), 6-7(4), [10-3] |
| 24. | 01.09.2019 | Challenger de Como                 | Tierra batida     | Florin Mergea         | Fabrício Neis Pedro Sousa                    | 5-7, 7-5, [14-12]      |
| 25. | 24.11.2019 | Challenger de Maia                 | Tierra batida (i) | Daniel Masur          | Guillermo García López David Vega Hernández  | 7-6(2), 6-4            |
| 26. | 25.10.2020 | Challenger de Ismaning             | Carpet (i)        | David Pel             | Lloyd Glasspool Alex Lawson                  | 5-7, 7-6(2), [10-4]    |
| 27. | 22.11.2020 | Challenger de Ortisei              | Dura (i)          | Albano Olivetti       | Ivan Sabanov Matej Sabanov                   | 6-3, 6-2               |
| 28. | 28.03.2021 | Challenger de Lugano               | Dura (i)          | Andrea Vavassori      | Denys Molchanov Sergiy Stakhovsky            | 7-6(11), 4-6, [10-8]   |
| 29. | 31.10.2021 | Challenger de Ismaning             | Carpet (i)        | Igor Zelenay          | Marek Gengel Tomáš Macháč                    | 6-2, 6-4               |
| 30. | 14.10.2023 | Challenger de Bratislava           | Dura (i)          | Sriram Balaji         | Andrey Golubev Denys Molchanov               | 6-3, 5-7, [10-8]       |
| 31. | 04.11.2023 | Challenger de Ismaning             | Carpet (i)        | Sriram Balaji         | Hendrik Jebens Constantin Frantzen           | 7-6(4), 6-4            |
| 32. | 11.11.2023 | Challenger de Helsinki             | Dura (i)          | Sriram Balaji         | Jeevan Nedunchezhiyan Vijay Sundar Prashanth | 6-2, 7-5               |
| 33. | 05.04.2024 | Challenger de Cagliari             | Tierra batida     | Sriram Balaji         | Boris Arias Federico Zeballos                | 6-2, 6-7(3), [10-6]    |
| 34. | 29.06.2024 | Challenger de Milán                | Tierra batida     | Jonathan Eysseric     | Petr Nouza Patrik Rikl                       | 2-6, 6-4, [10-6]       |